# Cmentarz żołnierzy radzieckich w Bolęcinie
Cmentarz żołnierzy radzieckich w Bolęcinie – zabytkowy cmentarz z II wojny światowej, położony w Bolęcinie w powiecie płońskim. Powstał między 1945 a 1955 r. Pochowano na nim żołnierzy  Armii Czerwonej poległych na Mazowszu w 1944 i 1945 r.
Posąg żołnierza na centralnym obelisku został odsłonięty 9 maja 1948 r. Na obelisku umieszczono napis: „Bohaterskim żołnierzom Armii Radzieckiej, oswobodzicielom Polski poległym w walce z hitlerowskim okupantem, wdzięczni mieszkańcy powiatu płońskiego, ciechanowskiego, działdowskiego, mławskiego i płockiego”.
Spośród 2484 poległych (w tym 5 jeńców) zidentyfikowano 505 osób, ich ewidencja znajduje się w urzędzie gminy w Sochocinie.
Polegli byli żołnierzami 70. i 65. armii, 2 armii uderzeniowej oraz 1. i 8. korpusu pancernego gwardii.